# Kumpula
Kumpula (suédois : Gumtäkt) est un quartier d'Helsinki, la capitale finlandaise. Il appartient depuis 1906 au district de Vanhakaupunki.

## Description
Le quartier Kumpula a une superficie de 1,53 km2 et il compte 4 300 habitants (31 décembre 2020).
Ses quartiers voisins sont Pasila, Vallila, Käpylä, Toukola, Koskela et Vanhakaupunki.
Kumpula abrite le manoir de Kumpula dont le bâtiment principal actuel a été achevé en 1844.
Le quartier est désormais entouré par le jardin botanique de l'université d'Helsinki. 
Kumpula compte aussi la piscine de Kumpula (fi), achevée pour les Jeux olympiques d'été de 1952, et l'un des nombreux jardins familiaux d'Helsinki, le jardin familial de Kumpula (fi).
L'un des quatre campus de l'Université d'Helsinki, le campus de Kumpula, où étudient environ 6 000 étudiants, est situé dans le quartier. 
La Faculté de mathématiques et de sciences naturelles (fi) est située sur le campus. 
Kumpula abrite également le bâtiment Physicum et le nouveau bâtiment Dynamicum dans lesquels l'Institut météorologique finlandais et l'Institut de recherche marine (fi) se sont installés en septembre 2005.

## Galerie

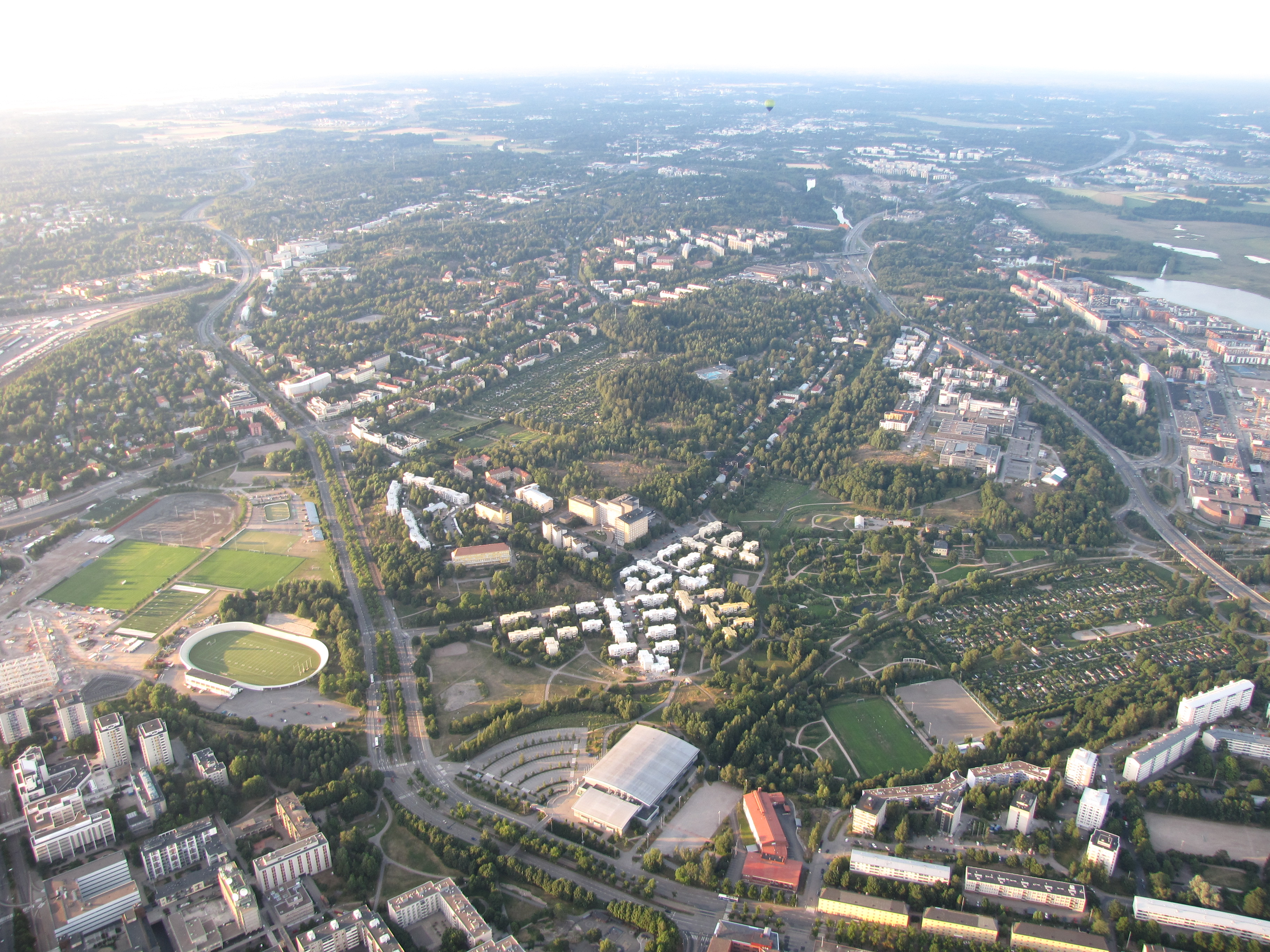
Vallila et Kumpula vus d'une montgolfière.
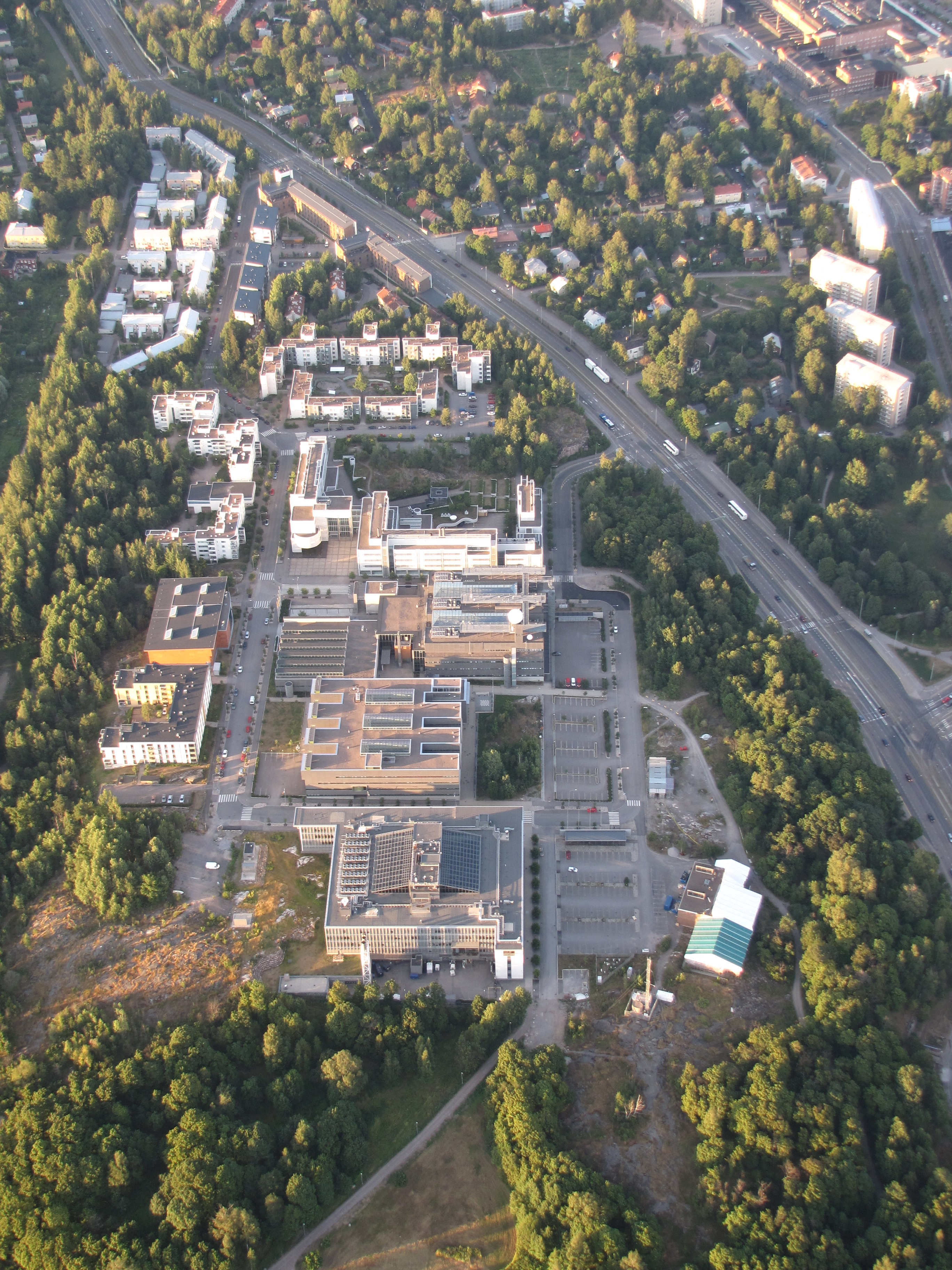
Vue aérienne du campus de Kumpula.
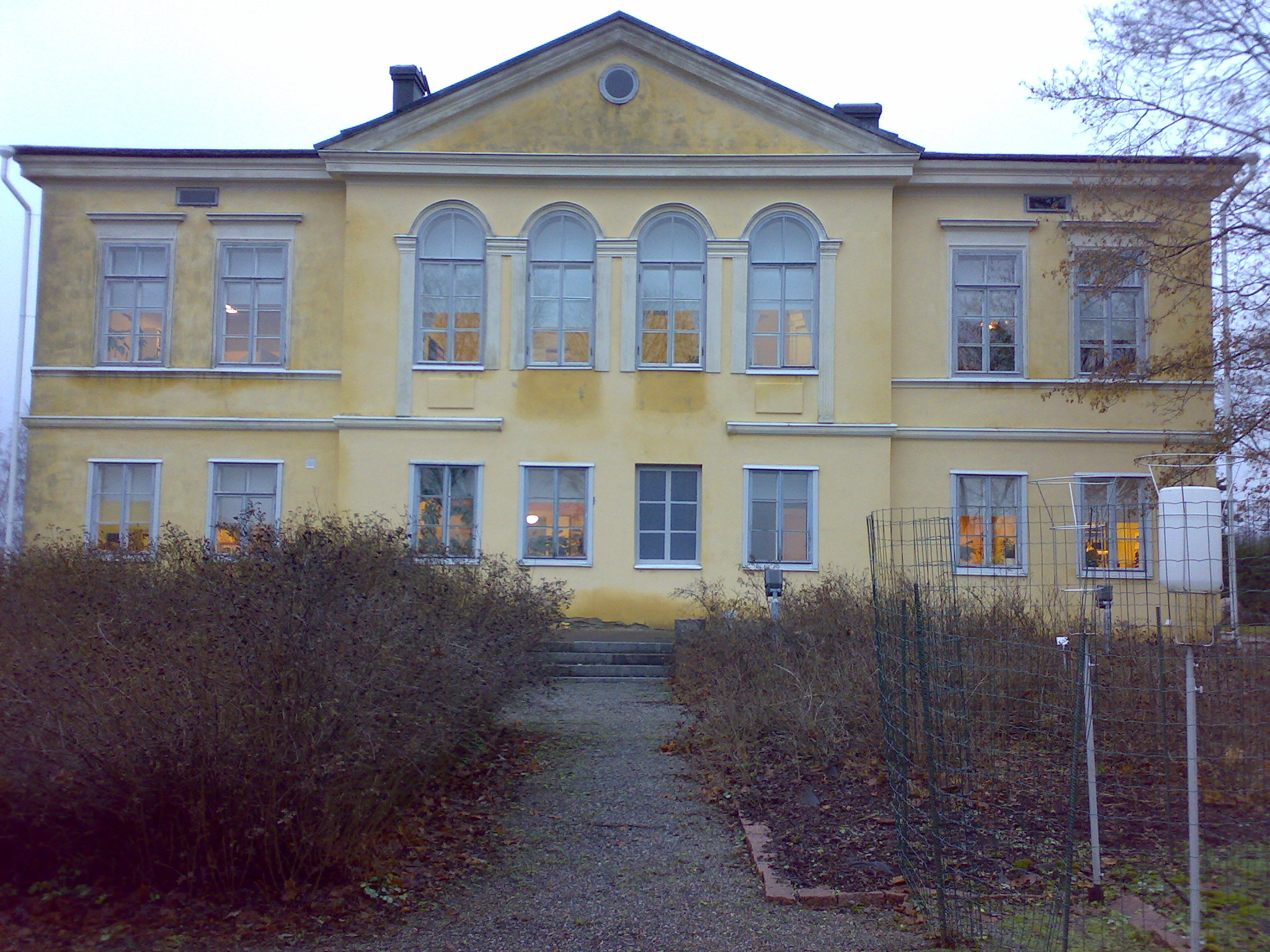
Manoir de Kumpula.
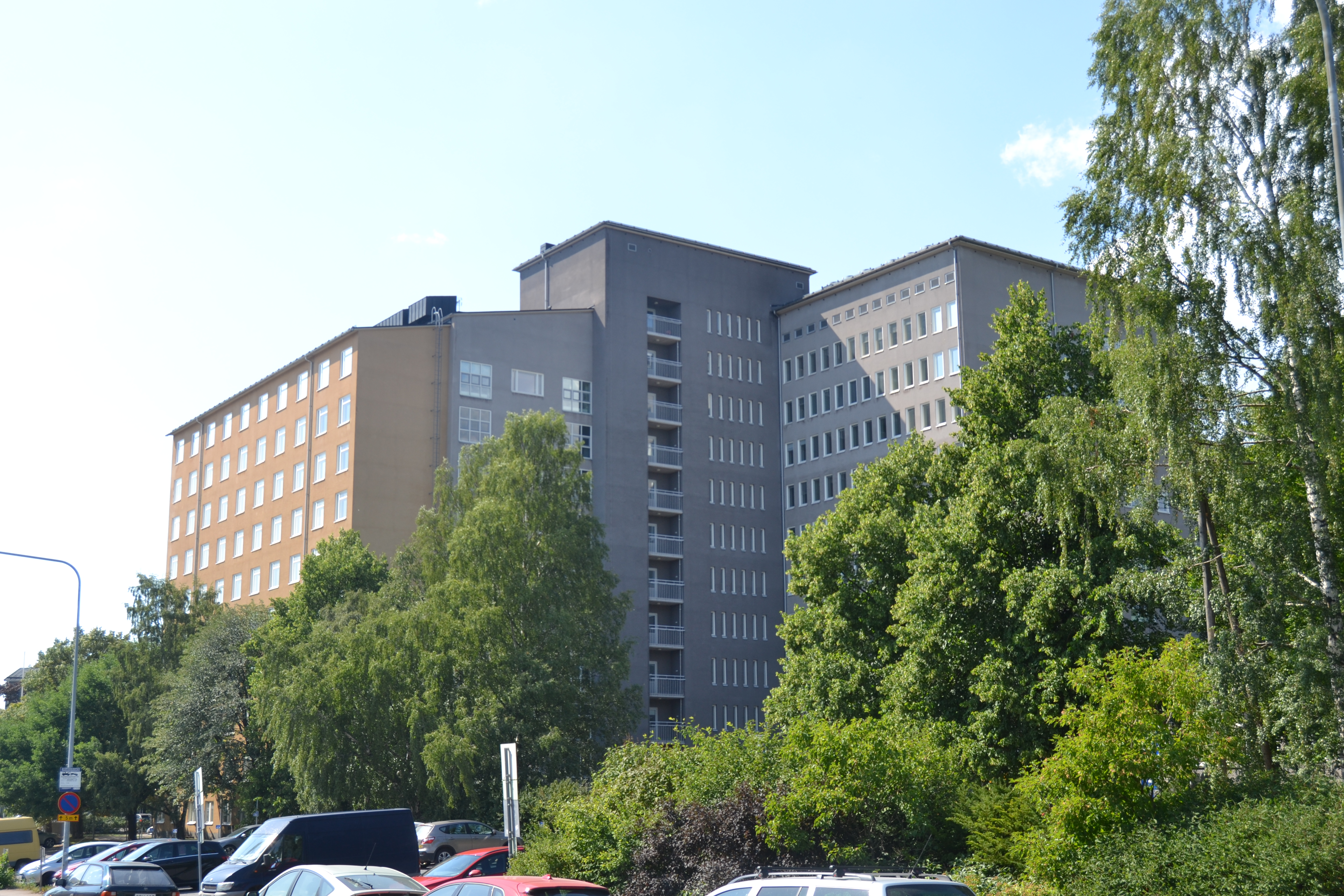
Maternité de Kumpula.

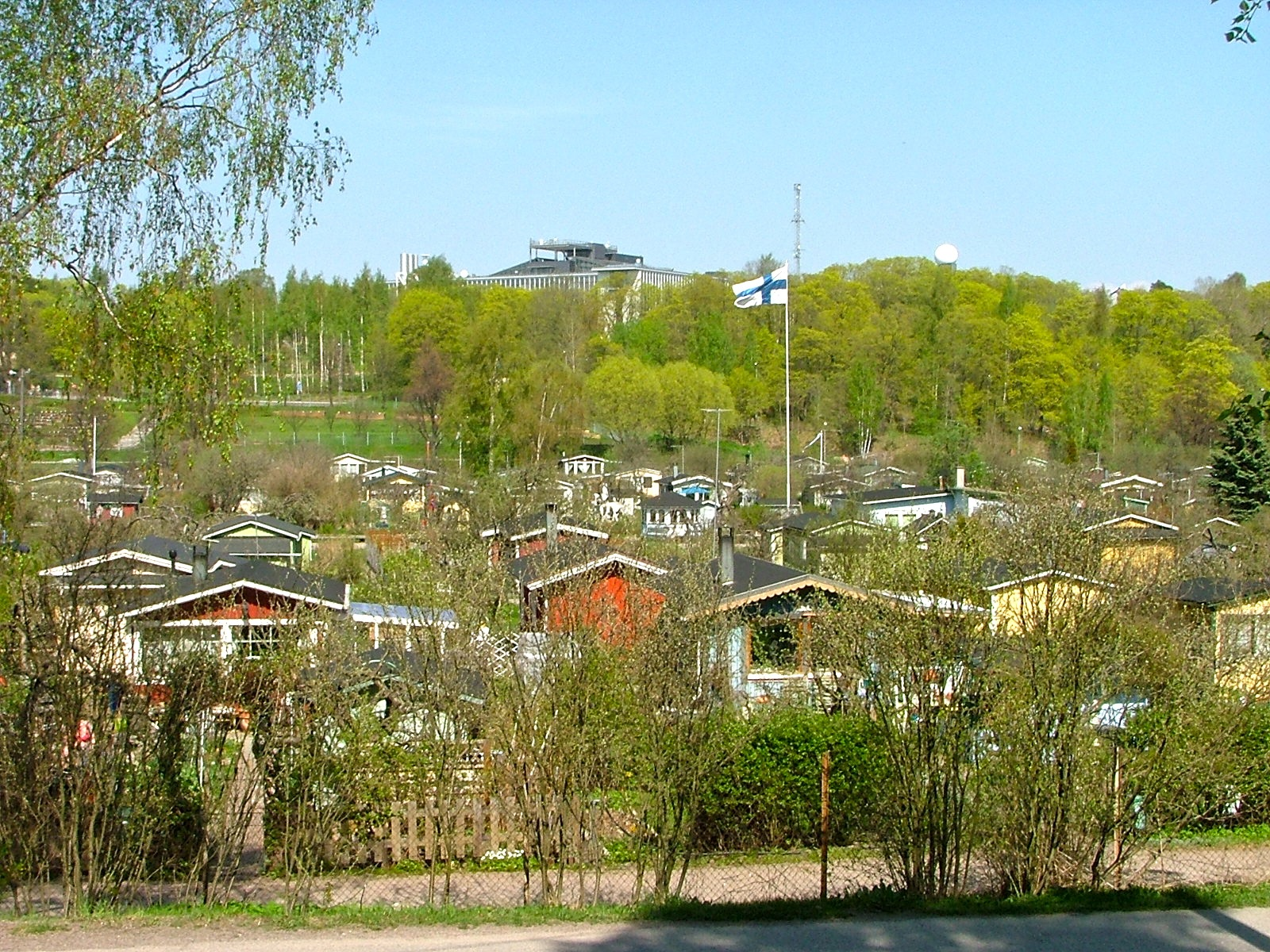
Les jardins de Kumpula, en arrière-plan le campus.
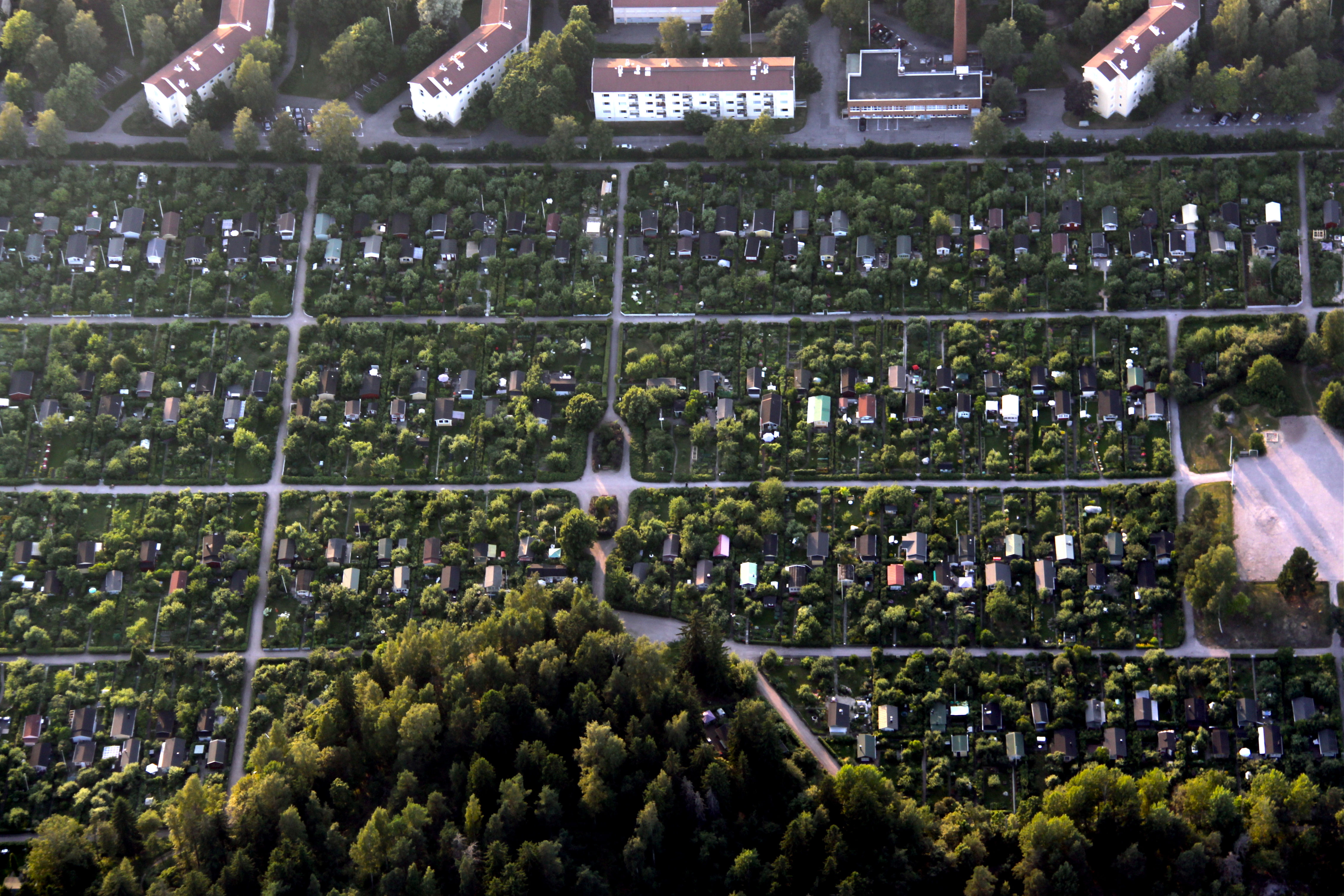
Les jardins de Kumpula vus du ciel.
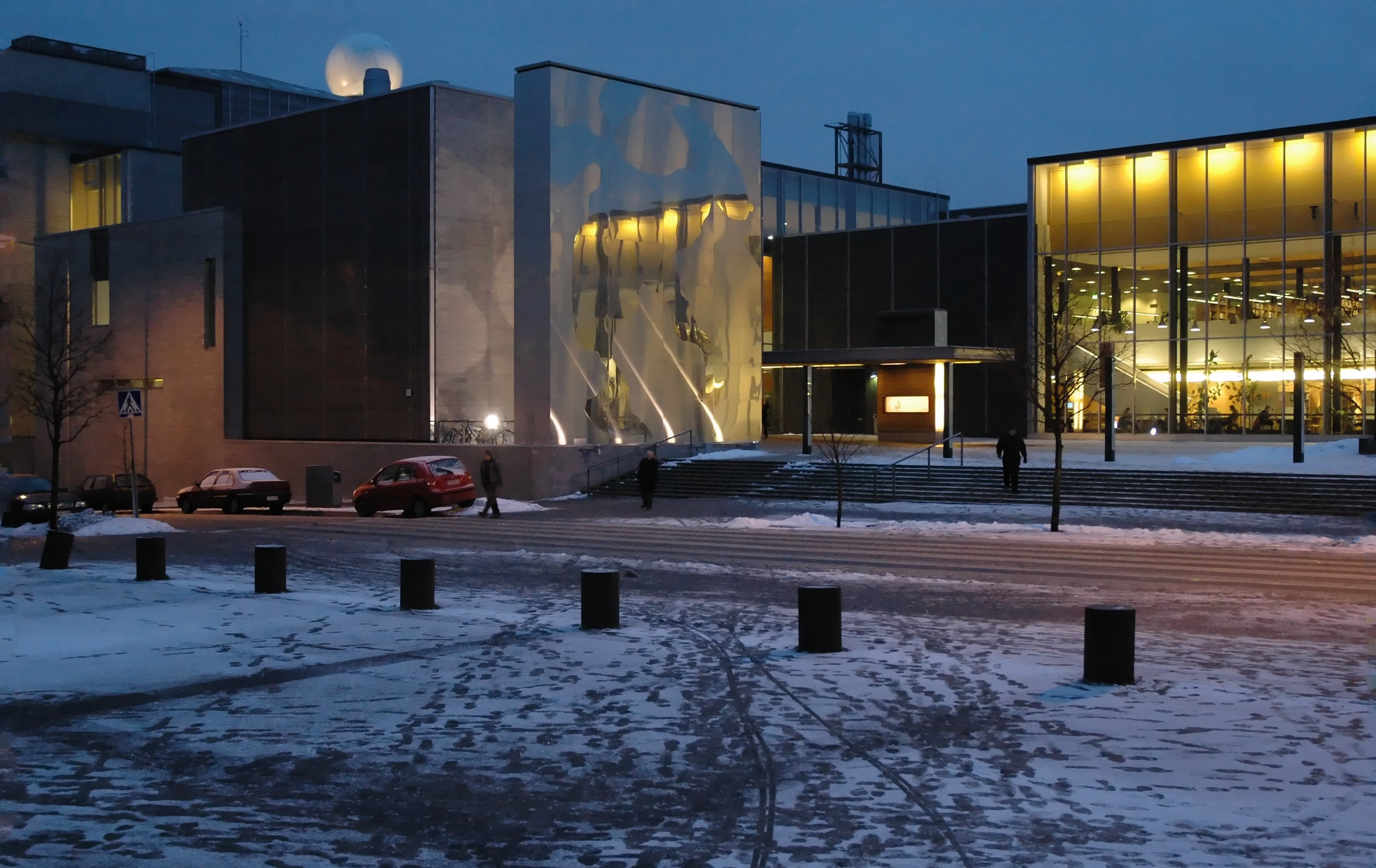
Le bâtiment Physicum du campus de Kumpula.